# 세실 B. 드밀상
세실 B. 드밀상(Cecil B. DeMille Award)은 할리우드 외신 기자 협회(HFPA)가 "연예계에 대한 탁월한 공헌"을 한 공로로 수여하는 명예 골든 글로브상이다. HFPA 이사회는 영화 산업에서 중요한 업적을 남긴 다양한 배우, 감독, 작가 및 제작자 중에서 수상자를 선정한다. 1952년 2월 제9회 골든 글로브 시상식에서 처음으로 수여되었으며, 첫 번째 수상자인 감독 세실 B. 드밀을 기리기 위해 명명되었다. HFPA는 업계에서의 명성과 "국제적으로 인정받고 존경 받는 이름" 때문에 드밀을 선택했다. 드밀은 그의 마지막 두 번째 영화인 "지상 최대의 쇼"가 초연된 해에 이 상을 받았다. 1년 후인 1953년, 이 상은 제작자 월트 디즈니에게 수여되었다.